# 数見肇
数見 肇（かずみ はじめ、男性、1971年（昭和46年）12月14日 - ）は、日本の空手家。神奈川県出身。日本空手道数見道場館長。段位は六段。

## 概要
1990年代前半から2000年代前半に極真会館が主催するオープントーナメント全日本空手道選手権大会とオープントーナメント全世界空手道選手権大会で活躍した空手選手である。1992年（平成4年）の第24回全日本選手権初出場時にいきなり決勝戦まで勝ちあがり、その後参加した全ての選手権大会で決勝戦まで進出している。独特な間合いの取り方と運足・リズムによる突きと前蹴り、中段・下段回し蹴りを中心にした攻撃で全日本選手権3連覇を含め、計5度の優勝を達成した。この記録は現在も破られていない。
下段廻し蹴りの力は、2112㎏ととてつもないパワーである。

## 来歴

### 高校卒業まで
神奈川県川崎市出身。ケンカに強くなりたいという動機と、父親が空手を修行していた影響で小学校に進むやいなや、父親になかば強制的に極真会館総本部道場へ入門させられる。しかし、父に無理やりにとの思いからか、小学校2年生で道場から遠ざかってしまった。サッカーや相撲に熱中して過ごしてきたが、13歳の時に自らの意志で再び総本部に入門する。きっかけは劇画空手バカ一代の影響であった。特に山で特訓するシーンに憧れ、自分もやってみたいと思ったという。総本部では当時、松井章圭が指導を務めていたが、その時の数見を松井は「こういうと表現がよくないんですけど、象のような足でですね、手も大きくて、身長は僕よりも低かったと思いますけど、必ず大きくなるから今からがんばって稽古しなさいよと言ってたのは印象に残っていますね」と振り返る。
高校入学後、自宅に近い東京城南川崎支部に移籍し、廣重毅に師事した。先輩には緑健児・堺貞夫・八巻建志・金子雅弘・岩崎達也などがいた。特に八巻みたいな大柄な先輩に稽古をつけてもらったことは、数見にはとても自信になったという。17歳の時に第1回高校生大会に参戦した数見は準優勝。この頃は、跳び膝蹴り・跳び後ろ回し蹴りなどの大技も出す組手をしていた。

### 衝撃の全日本選手権デビューから第6回全世界選手権
1992年（平成4年）、数見は第24回オープントーナメント全日本空手道選手権大会に初参戦。2日目の3回戦で増田章と対戦。この頃の数見は同年FTV杯東北大会で優勝をしてはいたものの、全く注目されておらず。増田もノーマークだったという。ところが延長2回までもつれ込むほどの激戦となる。数見は増田に突きを効かせられていたが、それ以外では互角の戦いを展開し、試割り判定で増田に勝つ大金星を上げた。増田は「こんなに強いんだったら、もっと研究をしておくべきだった」と悔恨の情をあらわした。数見は更に勢いを増し、その他の歴代オープントーナメント全世界空手道選手権大会代表を撃破していった。4回戦では三明広幸、準々決勝で石井豊、準決勝で七戸康博らを破り、数見は決勝迄進出した。決勝戦は田村悦宏に惜敗したものの、初出場で準優勝を遂げ、この活躍で数見は超新星と呼ばれた。大山倍達は数見を「まだ20歳でこんなに強いのかね。これからが楽しみだ」と数見を高評価した。
1993年（平成5年）は第1回オープントーナメント全関東空手道選手権大会に出場し、トーナメントの5試合のうち、2試合を左中段回し蹴りと左下段回し蹴りでそれぞれ一本勝ちを収め、優勝した。同年の第25回全日本選手権では「ゼッケン1番」のシード選手として参戦。本人は「昨年と違って今年はマークされているから精神的にキツかった」と言いながらも、準々決勝で青木英憲に右下段回し蹴りと左膝蹴りで合わせ一本勝ちを含め、順調に決勝まで勝ち上がってきた。決勝戦は昨年惜敗した同じ相手である田村であった。数見は序盤から右正拳突きから左下段回し蹴りのコンビネーションを中心に左中段回し蹴り・左右下段回し蹴りをアグレッシブに動き回りながら放ち、田村が得意とする接近戦を許さない。田村は間合いを詰めながら、左右の突き・左下段回し蹴り、さらに左上段回し蹴りから右上段後ろ回し蹴りのコンビネーションまで出す。本線は数見に旗が1本上がったが引き分け。続く延長戦は、数見が下段で主導権を握るも、田村が終盤に突きのラッシュをしかけ、またも引き分け。再延長戦では前へ出るが手足の出ない田村に対して、数見は左中段回し蹴り、左右の下段回し蹴りを叩き込んだ。判定は5対0で数見が勝利し、史上最年少の21歳で初優勝を成し遂げた。また、大山倍達が優勝杯を渡した最後のチャンピオンとなった。
1994年（平成6年）の第26回全日本選手権では決勝で同門の先輩である八巻建志と対戦し、惜しくも判定負けをし、準優勝に終わったが、翌年の全世界選手権の代表に選出された。
1995年（平成7年）の第6回全世界選手権ではDブロックから順調に勝ち上がり、4回戦で兵庫支部（中村誠支部長）の堀池典久から技あり判定勝ちを奪い、準々決勝でブラジルのグラウベ・フェイトーザと対戦。本戦はロングの突きを振りかざしてくるグラウベに数見は何度も腰を折ってバランスを崩す。「やはり当たりの強さは想像以上だ」と思った数見は、相手のプレッシャーがきつすぎて踏み込みが甘く、得意の下段が思うように当たらない。さらに離れた距離からの中段回し蹴り、接近戦での上段膝蹴りと攻め立ててくる。だが、数見自身はグラウベが前の試合（市村直樹戦、ウォルター・シュナーベルト戦）で下段を蹴られてダメージがあることを知っていた。本戦1（グラウベ）対0で迎えた延長戦。相手の動きに眼の慣れてきた数見は、上体を後方に反らしてカウンターの下段回し蹴りをグラウベの左奥足に集中させ、一本勝ちを奪った。グラウベはこの試合で足を骨折したほど、ダメージを負っていた。準決勝では同じくブラジルのフランシスコ・フィリォ。数見はフィリォの攻撃に下段回し蹴りを中心にした合わせ技で対抗。それまで本戦のみで勝ち上がってきたフィリォと延長戦、再延長戦まで入る激闘を展開し、結果は試割り判定で数見に凱歌が上がった。決勝で八巻と再び対決し、雪辱を果たそうとしたが惜敗し、準優勝に終わった。

### 全日本選手権3連覇
1996年（平成8年）の第28回オープントーナメント全日本空手道選手権大会ではギャリー・オニールが特別出場してきた。日本選手はギャリーの跳び後ろ回し蹴りでことごとく一本負けをし、ギャリーは決勝に進出してきた。一方の数見は準々決勝で堀池典久、準決勝で高尾正紀と兵庫支部勢を破ったものの、左足の爪を剥がし、右膝の靭帯を伸ばし、右腕を骨折しているという満身創痍の状態だった。それでも決勝戦で数見は、骨折してる腕で突き、怪我している左足で蹴り、ギャリーを再延長3対0の判定で2度目の優勝を遂げた。
1997年（平成9年）の第29回全日本選手権では決勝まで危なげなく勝ち上がり、ギャリーと再対決となった。ギャリーは下段回し蹴りをスネ受けしないスタイルなので、数見は下段回し蹴り中心にギャリーを攻め立てた。本戦こそ引き分けたものの、数見ペースで延長戦に突入した。ギャリー独特の「ギャリーステップ」もこのときばかりは、数見の下段回し蹴りの連打で動きが衰えてきた。延長戦残り30秒のところで数見の放った左下段回し蹴りでギャリーが倒れ、一本勝ちをして3度目の優勝と2連覇を成し遂げた。
1998年（平成10年）の第30回全日本選手権では、ここ1、2年、下段回し蹴りと突きのみが目立っていたが、前蹴り・中段回し蹴りも積極的に使い、決勝戦も含め、全て本戦で勝利するという圧倒的な強さで4度目の優勝と3連覇を成し遂げ、翌年のオープントーナメント全世界空手道選手権大会の代表に選出された。

### 百人組手と第7回全世界選手権
1999年（平成11年）3月13日に数見は百人組手に挑戦。1人1分30秒で100人と闘った。対戦相手にはフランシスコ・フィリォをはじめ、第7回オープントーナメント全世界空手道選手権大会代表に選ばれた木山仁・野地竜太・木村靖彦・高久昌義・田村悦宏・市村直樹・成嶋竜・足立慎史、城西世田谷東支部に所属し茶帯だった長嶋一茂などがおり、100人目の相手は八巻建志が務めたが、数見は見事に完遂した。完遂直後は寒気と吐き気と痛みが酷く、即病院へ直行した。
松井章圭は「数見選手の組手スタイルは端的に言って、こういう連続組手に向いていないという部分が確かにあります。そんな中で数見選手が最後まで自分のスタイルをまっとうし、完遂に結びつけたことは高く評価しなければいけません。彼が今まで百人組手を完遂した中でいちばん情緒が安定していたことはあきらかです。私のときもそうですし、その後の挑戦者を見ていても80人、90人を過ぎて、自分の意識を自分でコントロールできなくなること場面が必ず訪れるものですが、彼の場合は最後までそういうことはなかった。これはなかなか真似できないことです」と評している。
同年11月に開催された第7回全世界選手権では、準決勝でグラウベ・フェイトーザを判定で破り、順当に決勝進出し、フィリォと再戦した。今回、数見は事前の試割りにて手刀で失敗しており、フィリォより試割り枚数が少なかった。数見は何としても再延長戦迄の試合の中で決着をつけたかった。しかし、試合は本戦・延長戦・再延長戦全て引き分けになった。試割り判定に持ち込まれ、数見はフィリォに敗れ、準優勝となり、1975年（昭和50年）の第1回全世界選手権から27年間、日本人が守り抜いた王座を外国人に明け渡した。

### その後の選手権大会参戦と引退
2001年（平成13年）6月、第2回オープントーナメント全世界ウェイト制空手道選手権大会の重量級に日本代表として出場し、優勝。2002年（平成14年）11月の第34回全日本選手権では決勝戦で木山仁と再延長までもつれる接戦を制して5度目の優勝を成し遂げ、翌年の第8回オープントーナメント全世界空手道選手権大会の代表に選出された。しかし、数見は同選手権を最後に空手を引退することを決意し、全世界選手権の出場も辞退した。そして同年12月に極真会館（松井派）を退館した。
2003年（平成15年）1月に盧山初雄と廣重毅が設立した極真空手道連盟極真館に副館長として一時行動を共にしたが、同年6月に自らの空手を追求するため極真館を離れ、日本空手道数見道場を興した。自らの会派を主宰するも定期的に沖縄空手の宇城憲治の指導を仰ぎ、またヨーガの呼吸法も学び、現在に至る。

## 人物
謙虚で控えめ、自分を前に出さず、行雲流水を地で行く性格で、精神力が強いと言われる数見だが、廣重毅は「本当に感心するほど弱音をはきませんし、かえって困るんですよ。痛いなら痛いって言ってほしいですしね。故障しているなら故障しているといってほしいんですけど、絶対そういうことを言わない。次のことなんて考えてないんですよ。その場、その場をやっていける精神力を持っていますね」と語り、八巻建志は「スパーリングの時に本当に思いっきり下段とか蹴るんですよ。バーン、バーンと蹴って効かせても、向かってくるって言うか、しがみついてでも食い下がってくるその姿を見て、これは将来強くなるかもしれないなと思いましたね」と回顧した。

## 組手スタイル
「練り」「這い」と呼ばれる精妙な運足から的確に加撃される突きと蹴り技を得意とする。選手権大会参戦初期は、蹴り技では下段回し蹴りの他に中段＆上段回し蹴り、かかと落とし、後ろ蹴りも出していた。第6回オープントーナメント全世界空手道選手権大会頃から、突きでは鎖骨を狙った正拳突き、レバーを狙った下突き、合わせ技を含めた下段回し蹴りのみによる崩しと捌きが目立っていた。第29回全日本選手権から中段回し蹴りと前蹴りも有効に使うようになり、眼の肥えていない者からすると、一見、技のバラエティが少なく地味な組手に映るが、安定感のある負けない組手を確立していた。
数見の強さの秘密を八巻建志は「足腰が強いですからね。下段回し蹴りは本当に極真で一番強いと思います」と言い、廣重毅は「彼の組手というのは、どちらかと言うと受けの組手なんです。受けの組手というのは、精神的に強くないと弱い相手には何とかなりますけど、圧倒的なパワーで押された時に精神的に自分をコントロールできないとそれだけで崩れてしまうんですね」と語り、松井章圭は「彼の場合はポーカーフェイスで、第28回全日本選手権の決勝なんかでも腕を折ったり、靭帯伸ばしたり、爪剥がれたり、ああいう状況の中でも顔色を変えずに淡々と試合を進めてきちんと勝ちを収めていくというのは、不動の気持ちを持って臨むといった精神的な安定に、強さの裏づけがあるんじゃないかと思いますね」と評している。

## 成績
- 1992年（平成4年）10月31日 - 11月1日、第24回オープントーナメント全日本空手道選手権大会 - 準優勝
- 1993年（平成5年）10月30日 - 31日、第25回全日本選手権 - 優勝
- 1994年（平成6年）10月29日 - 30日、第26回全日本選手権 - 準優勝
- 1995年（平成7年）11月3日 - 5日、第6回オープントーナメント全世界空手道選手権大会 - 準優勝
- 1996年（平成8年）11月3日 - 4日、第28回全日本選手権 - 優勝
- 1997年（平成9年）11月1日 - 2日、第29回全日本選手権 - 優勝
- 1998年（平成10年）11月14日 - 15日、第30回全日本選手権 - 優勝
- 1999年（平成11年）11月5日 - 7日、第7回全世界選手権 - 準優勝
- 2001年（平成13年）6月10日、第2回オープントーナメント全世界ウェイト制空手道選手権大会 重量級 - 優勝
- 2002年（平成14年）11月2日 - 3日、第34回全日本選手権 - 優勝

※1995年（平成7年）以降は、極真会館松井派主催。

## 著書＆参考文献
- 『もののふの血』　ベースボール・マガジン社、2003年（平成15年）、ISBN 4-583-03777-5

## ビデオ
- 『最終兵器 数見肇』　MEDIA8、1998年（平成10年）